# جون هاوغلاند
جون هاوغلاند (بالنرويجية البوكمول: John Haugland)‏ هو سائق رالي نرويجي، ولد في 23 سبتمبر 1946 في ستافانغر في النرويج.